# 한독근로자채용협정
한독근로자채용협정(韓獨勤勞者採用協定, 독일어: Anwerbeabkommen zwischen der Bundesrepublik Deutschland und Südkorea, 영어: Recruitment Agreement Between the Federal Republic of Germany and South Korea)은 서독이 1960년대 광부, 간호사, 간호조무사를 필요로 하여 대한민국과 체결한 협정이다. 광부와 간호사, 간호조무사가 보낸 외화는 대한민국의 경제에 큰 도움이 되었다.
독일 병원에서 자격을 갖춘 한국인 간호사 및 간호 보조원의 고용을 위한 프로그램은 1971 년 7월 26일 독일 연방 공화국과 한국 사이의 협정이었다.

## 결과
파독광부와 간호사, 간호조무사들은 대한민국 정부에서 일시 체류자로 분류하여 서독에서 1967년 대한민국 제6대 대통령 선거, 대한민국 제7대 국회의원 선거와 1971년 대한민국 제7대 대통령 선거, 대한민국 제8대 국회의원 선거에 해외부재자투표에 참여할 수 있었다.
2013년 6월 21일 고슬라르에서 열린 제12차 한독포럼에서 요아힘 가우크 연방대통령이 한독 채용협정 체결 50주년을 맞아 커뮤니티 우표를 증정했다.